# Tóth Sándor (költő)
Tóth Sándor (Szolnok, 1939. augusztus 18. – 2019. szeptember 11.) József Attila-díjas (1995) író, költő, újságíró, egyetemi tanár, országgyűlési képviselő.

## Életpályája
Szülei Tóth Kálmán és Oravecz Erzsébet voltak. Esztergomban érettségizett 1958-ban. Teológiai tanulmányait Egerben kezdte 1958-1960 között, de 1960-1962 között Budapesten fejezte be. 1963-1965 között művelődési intézményekben dolgozott. 1964-1970 között az Eötvös Loránd Tudományegyetem Bölcsészettudományi Karának magyar-történelem szakos hallgatója volt.
1971-től az Új Ember munkatársa, majd olvasószerkesztője lett. 1974-1975 között elvégezte a MÚOSZ Újságíró Iskoláját. 1985-től az Országos Filharmónia műsorvezetője volt. 1986-tól a Segítő Szűz Mária templom gondnoka.

2018-ban Tamási Orosz János Csattan, ás, temet kötetének bemutató-estjén (Tóth Csilla Ilona fényképfelvétele)

1990-1994 között Pásztó és környéke országgyűlési képviselője volt a Kereszténydemokrata Néppárt színeiben, az Országgyűlés Kulturális, tudományos, felsőoktatási, televízió, rádió és sajtó bizottságának tagja volt. 1994-1996 között az esztergomi Vitéz János Római Katolikus Tanítóképző Főiskola adjunktusa, 1996-tól tanszékvezető docense, 2004-től pedig a Magyar Katolikus Rádió szerkesztője volt.
A Vigilia című katolikus folyóirat zenei rovatának szerzője volt évekig.

### Kapcsolata az állambiztonsággal
Ungváry Krisztián történész kutatásai szerint 1990 előtt 18 éven át „Tatár” fedőnéven besúgóként dolgozott, ezen belül a hazafias római katolikus sajtó vonalán foglalkoztatták; adatlapján a „gátlástalan” minősítő jelző olvasható, valamint az is, hogy a hálózati munkát szívesen vállalta. Iktatott B- és M-dossziéja nem került elő, vagyis sem az esetleges beszervezés körülményeiről, sem az esetleges jelentésekről nem maradtak fenn dokumentumok.

## Magánélete
1970-ben házasságot kötött Frész Erzsébettel. Öt gyermekük született: Sándor (1971), András (1973), Anna Mária (1976), Balázs Miklós (1979) és Gergely (1980).

## Művei
- Belül ragyoghatsz (versek, 1992)
- Kövek és pillangók (versek, 1994)
- Arckép és vallomás (prózai, lírai válogatás, 1994)
- A keresztnevek eredete (1998)
- Kupola-jegyzetek (1998)
- Adagio (versek, 1999)
- Isten ritmusa (esszék, útirajzok, 2001)
- Csillagárnyék (versek, 2008)
- Följegyzések a hegyen (publicisztikák, 2014)
- Táj és lélek. Barangolások könyve. A Magyar Katolikus Rádió hangfelvételei alapján, 2004-2015; Üveghegy, Százhalombatta, 2015 + DVD
- Fény- és lombhullámok. Kisprózák, arcok, művek; Szent István Társulat, Bp., 2016
- Táj és lélek II.; Üveghegy, Százhalombatta, 2017
- Őszi számadás. Jegyzetek, esszék, beszélgetések; Szent István Társulat, Bp., 2017
- Elfelejtett harmóniák (versek és műfordítások); Üveghegy, Százhalombatta, 2018

## Műfordításai
- Selma Lagerlöf: Krisztus-legendák (1992, 2008, 2015)
- Jean Guitton: Az én kis katekizmusom (1995)
- Selma Lagerlöf: Az Antikrisztus csodái (1997)
- Adagio (versek, 1999)
- Liptói lantosok (2005)

## Díjai, elismerései
- A Magyar Köztársasági Érdemrend kiskeresztje (1993)
- József Attila-díj (1995)
- Szent Gellért-díj (1998)
- Pro Esztergom-díj (2005)
- Pro Cultura Christiana díj (2009)[2]
- A Magyar Érdemrend tisztikeresztje (2016)